# Antoine Barbe
Antoine Barbe (Antwerpen, omstreeks 1505 - overleden op 2 december 1564, een andere bron meldt omstreeks 1573 ?) is een zangmeester en componist uit de Bourgondische Nederlanden.
Barbe werd in Antwerpen opgeleid. Hij was van 1527 tot 1562 kapelmeester aan de Onze-Lieve-Vrouwekathedraal (Antwerpen), waar hij in 1548 priester werd. Als zangmeester leidde hij onder meer Georges de la Hèle op. Ook Barbes nazaten speelden nog een rol in het Antwerpse muziekleven. Zijn zoon Antoine Barbe (geboren voor 1548 in Antwerpen - overleden aldaar op 10 februari 1604) werkte in zijn geboortestad als organist en componist. Zijn kleinzoon Antoine Barbe (geboren omstreeks 1578 in Antwerpen - overleden aldaar op 15 maart 1626) werd in 1596 organist aan de Antwerpse Sint-Jacobskerk en was ook muziekleraar.
Hij componeerde onder meer een Missa Vecy la danse de Barberie, dat gebaseerd is op een chanson uit de late 15e eeuw, en een aantal motetten en chansons.
Onder de overgeleverde werken van Barbe verdient het enige bekende Nederlandse lied "Och hoort toch ons bediet" enige aandacht. Het is opgenomen in het "Het ierste musijck boexken mit vier partijen" van Tielman Susato, uitgegeven in 1551 in Antwerpen. Het is een vierstemmig afscheidslied van platzak geraakte ghilden, die het betreuren dat zij geen wijn meer kunnen drinken. De compositie wordt gekenmerkt door een opvallend gelijkmatig muzikaal ritme.
- Bibliothèque nationale de France: cb14799104m (data)
- Gemeinsame Normdatei: 137375662
- International Standard Name Identifier: 0000 0001 0718 9254
- Library of Congress Control Number: no95014821
- MusicBrainz: 85556016-1b77-49bf-b7de-6f474dfcce25
- Système universitaire de documentation: 161828760
- Virtual International Authority File: 81574894
- WorldCat: E39PBJm4QVwB4bPBjryJJhdJDq